# Kriseninterventionsteam Land Steiermark
Das Kriseninterventionsteam (KIT) Land Steiermark ist eine Einrichtung zur Krisenintervention und psychosozialen Akutbetreuung im österreichischen Bundesland Steiermark. Es bietet unbürokratische und kostenlose Unterstützung für Menschen nach außergewöhnlich belastenden Ereignissen. Das Team besteht aus engagierten, ehrenamtlichen und speziell ausgebildeten psychosozialen Akutbetreuern.

## Geschichte
Die Notwendigkeit einer organisierten psychosozialen Notfallversorgung wurde durch das Grubenunglück von Lassing am 17. Juli 1998 deutlich. Für die Angehörigen und Betroffenen gab es damals keine organisierte psychologische Betreuung. Landeshauptfrau Waltraud Klasnic (ÖVP) initiierte daraufhin gemeinsam mit Experten wie Katharina Purtscher-Penz und weiteren Fachkräften die psychosoziale Akutbetreuung vor Ort.
Als Reaktion auf das Grubenunglück in Lassing verankerte das Land Steiermark als erstes österreichisches Bundesland die psychosoziale Akutbetreuung im Steiermärkischen Katastrophenschutzgesetz vom 16. März 1999 und übernahm somit eine Vorreiterrolle als Pionier in Österreich und Wegbereiter in Europa. Das 1998 gegründete Kriseninterventionsteam Land Steiermark wurde 1999 direkt beim Amt der Steiermärkischen Landesregierung angesiedelt und aufgebaut. Die anerkannten Experten Katharina Purtscher-Penz und Edwin Benko waren seit der Gründung des KIT Land Steiermark maßgeblich für die fachliche Entwicklung und Etablierung dieser psychosozialen Unterstützungsleistung für Menschen in akuten Notsituationen in der Steiermark verantwortlich und fanden für ihre Arbeit als Pioniere der steirischen Krisenintervention national und international große Anerkennung.
2015 wählte das Slovenian Ministry of Defence, Civil Protection and Disaster Relief, department of education Modelle der psychosozialen Akutversorgung in Österreich und die Strukturen des KIT Land Steiermark als Vorbild für den Aufbau einer ähnlichen Struktur in Slowenien. Nachfolgend wurde diese internationale Kooperation vom Land Steiermark im Rahmen des 2014 gegründeten Gemeinsamen Komitees Steiermark-Slowenien befürwortet und eine train the trainer-Ausbildung ermöglicht: von 13. bis 17. Mai 2015 wurden 25 slowenische Kursteilnehmer mit psychosozialen Grundberufen im Bildungszentrum für Zivilschutz und Katastrophenhilfe in Ig bei Ljubljana durch Experten des KIT Land Steiermark ausgebildet.
Im Jahr 2022 war mit 631 Einsätzen die bis dahin höchste Zahl an Einsätzen in der Geschichte des Kriseninterventionsteams zu verzeichnen. Im Jahr 2024 gab es mit 711 Einsätzen einen neuen Einsatzrekord. Seit der Gründung absolvierte das KIT Land Steiermark bislang mehr als 12.100 Einsätze und betreute dabei über 60.500 Menschen.
Es ist Gründungsmitglied der 2004 gegründeten Österreichischen Plattform Krisenintervention / Akutbetreuung. Die Mitgliedsorganisationen der Plattform sind in der präklinischen Krisenintervention bzw. in der psychosozialen Akutbetreuung tätig. Gemeinsames Anliegen ist die Begleitung von Menschen unmittelbar nach traumatischen Ereignissen.

## Bedeutende Einsätze
Das Kriseninterventionsteam (KIT) Land Steiermark war seit seiner Gründung bei schwersten Krisenereignissen national und international im Einsatz:
- 2004: Tsunamikatastrophe im Indischen Ozean: Nach der Flutkatastrophe war das KIT Land Steiermark in einem monatelangen, vielschichtigen Einsatz tätig. Als einziges Bundesland Österreichs richtete die Steiermark eine psychosoziale Notfall-Hotline zur Betreuung und Information von Angehörigen ein, die tausende Anrufe verzeichnete.[14] Die Teams leisteten direkte psychosoziale Hilfe für Familien von Vermissten, und es wurde eine spezielle Software zur Verwaltung der Vermisstenfälle entwickelt. Neben der Betreuung in Österreich entsandte das KIT Land Steiermark auch Mitglieder nach Thailand, insbesondere nach Phuket und Khao Lak, um vor Ort österreichische Staatsbürger und deren Angehörige zu unterstützen. Ein Folgeeinsatz konzentrierte sich auf die Durchführung würdiger Verabschiedungszeremonien für die Verstorbenen sowie die Organisation von Soforthilfe für ein betroffenes Fischerdorf.[15]
- 2015: Amokfahrt von Graz: Am 20. Juni 2015 fuhr ein 26-jähriger Mann mit einem SUV gezielt durch die Grazer Innenstadt und tötete dabei drei Menschen, 36 weitere wurden zum Teil schwer verletzt. Das KIT übernahm die psychosoziale Betreuung zahlreicher Opfer, Angehöriger und Augenzeugen.[16]
- 2022: Unterstützung der Teams der Hilfe für Flüchtlinge infolge des russischen Überfalls auf die Ukraine: Durch den Krieg in der Ukraine waren bis 9. März 2022 bereits rund 1,5 Millionen Menschen aus der Ukraine geflüchtet, viele davon auch nach Österreich bzw. in die Steiermark.[17] Das KIT bot psychosoziale Gesprächs- und Entlastungsangebote für Menschen an, die sich um Ukraine-Flüchtlinge kümmerten, da Helfende durch ihre Hilfeleistung auch mit viel Not und Leid sowie mit traumatischen Symptomen und Trauerreaktionen konfrontiert waren.[18]
- 2025: Amoklauf in Graz: Am 10. Juni 2025 verübte ein 21-jähriger ehemaliger Schüler einen Amoklauf am Bundesoberstufenrealgymnasium Dreierschützengasse. Mit Schusswaffen tötete er zehn Menschen, darunter neun Schülerinnen und Schüler sowie eine Lehrerin, bevor er sich selbst das Leben nahm. Mehrere weitere Personen wurden verletzt. Das KIT war mit bis zu 68 Mitarbeitern vor Ort, um Betroffene, Angehörige und Einsatzkräfte psychosozial zu unterstützen.[19][20][21][22] 
 Das KIT Land Steiermark und die steirische Bildungsdirektion richteten nachfolgend auch das Webinar „Drüber sprechen“ ein, welches als Hilfe zur Orientierung bezüglich der Kommunikation mit Schülern über die Ereignisse vom 10. Juni 2025 diente.[23][24] Die Aufzeichnung des Webinars kann auf YouTube verfolgt werden.[23]

Das KIT-Land Steiermark ist bei der AirPower in Zeltweg mit Akutbetreuern vor Ort im Einsatz. Bei den Formel 1-Rennen am Red Bull Ring in Spielberg steht das KIT-Team im Auftrag des Landes Steiermark in erhöhter Bereitschaft, um bei Bedarf psychosoziale Akuthilfe zu leisten.

## Organisation und Struktur
Das KIT Land Steiermark ist eine gesetzlich eingerichtete Organisation der Landesregierung Steiermark und wird von der Fachabteilung Katastrophenschutz und Landesverteidigung geleitet. Das KIT-Land Steiermark ist in allen steirischen Bezirken durch Bezirksgruppen vertreten.
Das aktuelle Leitungsgremium des KIT Land Steiermark wird seit 5. Dezember 2023 gebildet durch Edwin Benko (Psychotherapeut und Supervisor, Aus- und Fortbildungsleitung KIT und SVE), Cornelia Forstner (Diplomsozialarbeiterin, Leiterin der Koordinationsstelle KIT-Land Steiermark), Martin Gössl (Wissenschaftlicher Leiter, Qualitätsmanagement), Gudrun Posch-Frisee (Leiterin des Kriseninterventionsteams KIT-Land Steiermark) und Roswitha Sticker (Sekretariat KIT-Land Steiermark).

## Ausbildung der Mitarbeitenden
Das Team setzt sich aus speziell ausgebildeten, ehrenamtlichen psychosozialen Fachkräften zusammen. Diese verfügen meist über einen beruflichen Hintergrund in Medizin, Psychotherapie, Psychologie oder Sozialarbeit oder sind erfahrene Mitglieder von Einsatzorganisationen. Die Zugangskriterien umfassen:
- Mindestalter: 25 Jahre, Höchsteintrittsalter: 65 Jahre
- Körperliche und psychische Eignung
- Entweder ein psychosozialer Grundberuf mit mindestens zweijähriger Berufserfahrung oder eine aktive Mitgliedschaft in einer Einsatzorganisation mit mindestens fünfjähriger Einsatzerfahrung

Nach Überprüfung der Kriterien werden Bewerbende zu einem Auswahlgespräch eingeladen. Die Ausbildung ist praxisorientiert und gliedert sich in Theorieblöcke, ein 40-stündiges Praktikum sowie einen Erste-Hilfe-Kurs.

## Auszeichnung
Am 10. Dezember 2015 überreichte der Grazer Bürgermeister Siegfried Nagl dem Kriseninterventionsteam Land Steiermark in Anerkennung der Leistungen um die Menschenrechte den von der Menschenrechtspreis-Jury der Stadt Graz zuerkannten Grazer Menschenrechtspreis 2015 „für den unschätzbaren Beitrag, nicht nur für die psychosoziale Betreuung der direkt und indirekt Betroffenen der Amokfahrt vom Juni 2015, sondern auch für das gemeinschaftliche Trauern und die Stärkung des Zusammenhalts in Graz“. Stellvertretend für alle ehrenamtlichen psychosozialen Akutbetreuer des KIT nahm der fachliche Leiter des Kriseninterventionsteams Land Steiermark, Edwin Benko, den Preis entgegen.